# Maciej Piotrowski (lotnik)
Maciej Piotrowski(ur. 13 grudnia 1907 r. w Tyczynie, zm. 22 maja 1992 r. w Walton-on-Thames) – podpułkownik dyplomowany pilot Wojska Polskiego, żołnierz Polskich Sił Powietrznych, dowódca 65. eskadry liniowej i dywizjonu 309. Odznaczony Orderem Imperium Brytyjskiego.

## Życiorys
Syn Stanisława i Jadwigi z d. Osorya-Bukowska. W 1927 r. zdał egzamin maturalny w Korpusie Kadetów Nr 1 i zgłosił się do odbycia służby wojskowej. Wstąpił do Szkoły Podchorążych Lotnictwa. Naukę ukończył w 1930 r. z 24 lokatą i specjalnością obserwatora. 
Został przydzielony do 65. eskadry liniowej. Następnie został przesunięty do 63. eskadry towarzyszącej i w pułkowej szkole odbył przeszkolenie w zakresie pilotażu. Z racji swych plastycznych umiejętności zaprojektował odznakę 6. pułku Lotniczego i godło 65 eskadry liniowej. W 1937 r. został skierowany na studia Wydziale Historii Sztuk Uniwersytetu Jana Kazimierza we Lwowie. We wrześniu 1938 r. zastępował dowódcę 62. eskadry liniowej. 1 stycznia 1939 r. został zastępcą dowódcy 65. eskadry liniowej, w lipcu został jej dowódcą.
W składzie 65 eskadry walczył podczas wojny obronnej. 1 września jego jednostka została przemianowana na 5. eskadrę bombową lekką. W trakcie walk został ranny i krótko przebywał w szpitalu we Lwowie. Po agresji ZSRR  na Polskę wydostał się z Lwowa i z rzutem kołowym eskadry 18 września w Kutach przekroczył granicę z Rumunią.
Przedostał się do Francji, następnie wyjechał do Wielkiej Brytanii. Zgłosił się do służby w Polskich Siłach Powietrznych, otrzymał numer służbowy RAF P-0003. Przeszedł przeszkolenie na sprzęcie angielskim i 23 listopada 1940 r. został przydzielony do dywizjonu 309. 4 czerwca 1941 r. został dowódcą eskadry, 15 marca 1943 r. został zastępcą dowódcy dywizjonu. 15 października 1943 r. objął dowództwo nad tą jednostką i sprawował je do 2 kwietnia 1944 r.
1 maja 1944 r. został skierowany do Wyższej Szkoły Lotniczej, które ukończył 15 listopada i powrócił do dywizjonu 309. 8 lutego 1945 r. otrzymał przydział do dywizjonu 318, w którym wykonał 4 loty bojowe. W dywizjonie 318 pełnił funkcję zastępcy dowódcy, następnie został skierowany na stanowisko wykładowcy w Wyższej Szkole Lotniczej.
Po zakończeniu działań wojennych nie zdecydował się na powrót do Polski, pozostał na emigracji i wyjechał do Stanów Zjednoczonych. Zmarł 22 maja 1992 r. w Walton-on-Thames, został pochowany na cmentarzu Brookwood w Surrey.

## Ordery i odznaczenia
Za swą służbę otrzymał odznaczenia:
- Krzyż Walecznych,
- Medal Lotniczy – trzykrotnie,
- Order Imperium Brytyjskiego.